# Namacurra
Namacurra é uma vila da província da Zambézia em Moçambique, sede do distrito do mesmo nome.
A vila de Namacurra tem, de acordo com o censo de 1997, uma população de 2 873 habitantes.
O Posto Administrativo de Namacurra, de acordo com o Censo de 2007, incluia uma população de 94 693 residentes.
A vila é atravessada pela Estrada Nacional nº 1, rodovia que a liga à vila de Nicoadala, ao sul, e à vila da Mocuba, ao norte.